# Kremlin Cup 2013
Der Kremlin Cup 2013 sind ein Tennisturnier der WTA Tour 2013 für Damen und ein Tennisturnier der ATP World Tour 2013 für Herren im Olimpijski in Moskau und fanden zeitgleich vom 14. bis zum 20. Oktober 2013 statt.
Titelverteidiger im Einzel war Andreas Seppi bei den Herren sowie Caroline Wozniacki bei den Damen. Im Herrendoppel waren die Paarung František Čermák und Michal Mertiňák, im Damendoppel die Paarung Jekaterina Makarowa und Jelena Wesnina die Titelverteidiger.

## Herrenturnier
→ Qualifikation: Kremlin Cup 2013/Herren/Qualifikation

## Damenturnier
→ Qualifikation: Kremlin Cup 2013/Damen/Qualifikation